# Жданка (приток Омолона)
Жданка — река в России, протекает по Магаданской области, левый приток Омолона. Длина реки составляет 60 км.
Берёт начало на склоне горы на границе Омсукчанского и Северо-Эвенского районов. Течёт в северо-восточном направлении по территории Северо-Эвенского района. Устье реки расположено в 1018 км по левому берегу реки Омолон. Поселений на реке нет. Высота устья — 734 м над уровнем моря.
По данным государственного водного реестра России относится к Анадыро-Колымскому бассейновый округу. Код водного объекта 19010200112119000048220.